# Орден Льва (Малави)
Орден Льва — государственная награда Малави.

## История
Орден Льва был учреждён в 1967 году по образцу Британской системы наград в пяти классах, президентом Малави Хастингсом Камузу Банда и предназначен для награждения за выдающиеся заслуги перед народом Малави.

### Степени
- Цепь ордена — как особая степень, для награждения глав иностранных государств.
- Гранд-командор — знак ордена на плечевой ленте, звезда ордена.
- Гранд-офицер — знак ордена на шейной ленте, звезда ордена.
- Командор — знак ордена на шейной ленте.
- Офицер — знак ордена на нагрудной ленте.
- Кавалер — знак ордена без эмали на нагрудной ленте.

## Инсигнии ордена
Знак ордена — мальтийский крест чёрной эмали с широкой каймой зелёной эмали. В центре медальон с изображением морды льва анфас и каймой красной эмали с надписью золотыми буквами: «UNITY AND FREEDOM» (Единство и свобода).
Звезда ордена степени гранд-командор — двадцатичетырёхлучевая золотая звезда, двенадцать лучей которой прямые двугранные, а остальные двенадцать — солнечные (зигзагообразные). В центре медальон, аналогичный медальону знака ордена.
Звезда степени гранд-офицера серебряная десятилучевая, пять лучей длиннее остальных. Между лучами, объединяя их по верхним точкам, штралы в виде сияния, образующие пятиугольник. В центре звезды медальон, аналогичный медальону знака.
Лента ордена красного цвета с золотыми полосками, отступающими от края.